# Meilleur deuxième
Pour les articles homonymes, voir Wild Card.
Meilleur deuxième est un terme de baseball et de football américain utilisé sur le continent nord-américain pour désigner une équipe qui obtient le droit de passer en séries éliminatoires sans avoir décroché le championnat de division. Parfois, les qualifications sont serrées et des tableaux précis sont conservés pour savoir qui gagnera la course au meilleur deuxième.

## Ligue majeure de baseball
Exemple basé sur les statistiques de la saison régulière 2011 :
Division Est
1. Yankees de New York : 97 victoires
2. Rays de Tampa Bay : 91 victoires
3. Red Sox de Boston : 90 victoires
4. Blue Jays de Toronto : 81 victoires
5. Orioles de Baltimore : 69 victoires

Division Centrale
1. Tigers de Detroit : 95 victoires
2. Indians de Cleveland : 80 victoires
3. White Sox de Chicago : 79 victoires
4. Royals de Kansas City : 71 victoires
5. Twins du Minnesota : 63 victoires

Division Ouest
1. Rangers du Texas : 96 victoires
2. Angels d'Anaheim : 86 victoires
3. Athletics d'Oakland : 74 victoires
4. Mariners de Seattle : 67 victoires

Cette saison-là, les Rays de Tampa Bay de la division Est finissent quatrième de toute la Ligue américaine au chapitre des victoires. Ils sont devant les équipes de deuxième place des autres divisions : les Indians de Cleveland de la division Centrale et les Angels d'Anaheim de la division Ouest, ce qui leur permet d'accéder à la Série de division de la Ligue nationale. Cependant, ce n'est pas toujours la quatrième équipe au classement qui finit meilleur deuxième. Il pourrait arriver que la troisième équipe d'une division ait plus de victoires qu'une équipe championne de division.
Le système ci-dessus fut appliqué de 1995 à 2011. À partir de la saison 2012, le nombre d'équipes pouvant se qualifier pour les éliminatoires passe de 8 à 10, soit 6 champions de divisions au total, et 4 meilleurs deuxièmes. Après les champions de division, les 2 clubs ayant présenté le meilleur dossier victoires-défaites dans chaque ligue (Nationale et Américaine) passent en éliminatoires et disputent un match-suicide à l'issue duquel le gagnant accède aux Séries de divisions,. Selon l'exemple ci-dessus, basé sur les résultats de saison régulière 2011, les deux clubs qui se seraient qualifiés comme meilleurs deuxièmes selon le système qui débute en 2012 auraient été les Rays de Tampa Bay et les Red Sox de Boston. Selon le système actuel, les deux meilleurs deuxièmes ne sont plus nécessairement des équipes de deuxième position, puisque selon les statistiques de la saison 2011, Boston termina 3e de sa division avec un plus grand nombre de victoires que les clubs de 2e place des deux autres sections.

### Performances des meilleurs deuxièmes de la MLB
La première équipe de la Ligue nationale à atteindre et remporter la Série mondiale, finale de la MLB, après s'être qualifiée comme meilleure deuxième fut les Marlins de la Floride en 1997, soit trois ans après le début de ce système de séries éliminatoires. Les Angels d'Anaheim furent quant à eux le premier club de la Ligue américaine de baseball à passer en Série mondiale après une qualification comme wild card, en 2002. Cette année-là marqua d'ailleurs la première confrontation en finale entre deux équipes qualifiées comme meilleur deuxième, Anaheim ayant battu le wild card de la Ligue nationale, les Giants de San Francisco, dans le duel pour le titre.

## Tennis
Au Tennis, un joueur peut alors être admis directement dans le tableau final où des cases vides sont spécialement aménagées.